# Théobald de Bentzmann
Théobald Jean Raymond Marie de Bentzmann est un général français né à Malines le 8 mai 1812, et mort à Paris le 26 décembre 1870.

## Biographie
Théobald de Bentzmann est le fils de Jean Joseph de Bentzmann et de Thérèse de Nélis (fille du bourgmestre Jean-Charles de Nelis). Il est entré à l'École polytechnique en octobre 1831, sorti dans les premiers numéros, il est ensuite sous-lieutenant élève à l'école d'application de Metz en 1833.
En 1837, il rejoint l'armée d'Afrique. Il est présenté au général Lamoricière par le futur maréchal Bosquet qui l'attache à son état-major. Il reçoit un commandement à Cherchell. Il est nommé capitaine en 1841. En 1844, il passe aux forges du Midi, puis à la poudrerie de Toulouse en 1848 avant d'être nommé adjoint au commandant de l'artillerie à Oran. Il est mis à la disposition de la Commission de la défense nationale en 1848. Il est nommé officier d'ordonnance de Lamoricière quand il est nommé ministre de la Guerre en 1848. Il est ensuite nommé adjoint au commandant du 3e arrondissement des forts de Paris. Il suit Lamoricière quand il est envoyé en qualité d'ambassadeur extraordinaire auprès de l'empereur de Russie, en juillet 1849. Il est resté attaché à Lamoricière jusqu'à son exil après le coup d'État du 2 décembre 1851. Il est nommé chef d'escadron le 8 mai 1852.
Pendant la guerre de Crimée il est sous-chef d'état-major de l'artillerie sous les ordres du maréchal Pélissier. Il a participé au siège de Sébastopol. Il est nommé lieutenant-colonel le 2 octobre 1855 puis colonel le 26 décembre 1858, commandant le 10e régiment d'artillerie en 1859.
Il ne participe pas à la campagne d'Italie malgré sa demande, mais, en 1860, il fait partie des troupes françaises envoyées dans l'expédition de Chine décidée de concert avec l'Angleterre. Il est commandant en chef de l'artillerie du corps expéditionnaire, sous les ordres du général Montauban. Il se distingue à la bataille de Palikao, le 21 septembre 1860. 
Il est nommé général de brigade le 6 novembre 1860. Il commande alors la brigade d'artillerie de Strasbourg en 1861. En 1864 il est nommé général de division, commandant l'artillerie du fort de Vincennes.
Depuis l'expédition de Chine, sa santé était gravement atteinte quand l'armée avait campé dans les marais et s'était retiré dans sa famille quand s'est déclarée la guerre franco-allemande de 1870. Il demande à reprendre du service. Son état de santé ne lui permet pas de prendre un commandement dans l'armée du Rhin. Après l'investissement de Paris, il est nommé commandant de l'artillerie des forts de la rive gauche de l'enceinte de Paris. Il meurt à son poste, dans la nuit du 25 au 26 décembre 1870.

## Famille
- Jean Joseph Bentzmann (vers 1700-1774), maire de Sainte-Bazeille, marié avec Marie Joly de Sabla,
  - Pierre Honoré Joseph de Bentzmann (1751-1807), maire de Sainte-Bazeille, marié en 1785 avec Marie Marguerite Du Peyron
    - Jean Joseph Timothée de Bentzmann (1786-1857), officier, marié à Thérèse de Nélis (1790-1867)
      - Théobald Jean Raymond Marie de Bentzmann (1812-1870)
      - Léon Jean Charles Marie de Bentzmann (1813-1884) marié en 1856 avec Marie Amélie Delmas de Grammont

    - Jean François Armand de Bentzmann de Sabla (1788-1814), officier, il meurt à la suite de blessure pendant la campagne de Russie.

## Distinctions
- Commandeur de la Légion d'honneur,
- Honorary companion de l'Ordre du Bain,
- Chevalier de l'Ordre du Médjidié,
- Grand-croix de l'Ordre de Saint-Grégoire-le-Grand,
- Grand-croix de l'Ordre de Saint-Stanislas,
- Commandeur de l'ordre impérial de Léopold d'Autriche.

### Citations à l'ordre de l'armée
- citation à l'ordre de l'armée d'Afrique comme s'étant fait remarquer dans l'expédition du 2 au 19 juillet 1841 à Maskara,
- citation à l'ordre du corps expéditionnaire de Chine, le 15 août 1860, lors de l'attaque du camp retranché à Thang-Kou,
- citation à l'ordre du corps expéditionnaire de Chine, le 19 septembre 1860, dans le commandement de l'artillerie au combat de Chang-Kia-Wan.

### Biographie
- « Le général de Bentzmann », dans Le Petit Journal, 31 décembre 1870, no 2921, p. 2-3 (lire en ligne)
- Raymond-Louis Alis, Histoire de la ville et de la baronnie de Sainte-Bazeille, Michel & Médan libraires-éditeurs, Agen, 1895, p. 497-500 (lire en ligne)
- Gustave Chaix d'Est-Ange, Dictionnaire des familles françaises anciennes ou notables à la fin du XIXe siècle, imprimerie de Charles Hérissey, Evreux, 1904, tome 3, Bas-Ber, p. 352 (lire en ligne)